# Lyons (Kansas)
Lyons és una població dels Estats Units a l'estat de Kansas. Segons el cens del 2000 tenia 3.732 habitants.

## Demografia
Segons el cens del 2000, Lyons tenia 3.732 habitants, 1.546 habitatges, i 1.032 famílies. La densitat de població era de 670,2 habitants/km².
Dels 1.546 habitatges en un 31,6% hi vivien nens de menys de 18 anys, en un 54,3% hi vivien parelles casades, en un 8,5% dones solteres, i en un 33,2% no eren unitats familiars. En el 30,7% dels habitatges hi vivien persones soles el 18% de les quals corresponia a persones de 65 anys o més que vivien soles. El nombre mitjà de persones vivint en cada habitatge era de 2,39 i el nombre mitjà de persones que vivien en cada família era de 2,96.
Per edats la població es repartia de la següent manera: un 26,5% tenia menys de 18 anys, un 7,9% entre 18 i 24, un 24,7% entre 25 i 44, un 20,9% de 45 a 60 i un 19,9% 65 anys o més.
L'edat mediana era de 39 anys. Per cada 100 dones de 18 o més anys hi havia 89,4 homes.
La renda mediana per habitatge era de 32.945 $ i la renda mediana per família de 39.639 $. Els homes tenien una renda mediana de 30.765 $ mentre que les dones 17.778 $. La renda per capita de la població era de 16.206 $. Entorn del 9,1% de les famílies i l'11,3% de la població estaven per davall del llindar de pobresa.

## Poblacions més properes
El següent diagrama mostra les poblacions més properes.